# Cicindela highlandensis
Cicindela (Cicindelidia) highlandensis – gatunek chrząszcza z rodziny biegaczowatych i podrodziny trzyszczowatych.
Gatunek ten opisany został w 1984 roku przez Paula M. Choate.
Chrząszcz o ciele długości od 10,5 do 12 mm. Wierzch ciała i odnóża z zielonym, niebieskim lub fioletowym połyskiem. Głowa o dużych oczach i żuwaczkach. Warga górna z dwoma szczecinkami środkowo-przednimi i dwoma bocznymi. Przedplecze oraz episternity śródtułowia i zatułowia bezwłose. Powierzchnia pokryw stosunkowo gładka, bez grubszych punktów. Spód odwłoka rudy, zaś na jego wierzchu obecna pomarańczowoczerwona kropka, widoczna w czasie lotu. Odnóża przedniej pary o krętarzach pozbawionych szczecin przedwierzchołkowych. Odnóża tylne o udach krótkich; mniej niż ⅓ ich długości sięga za koniec ciała. Ostatni człon stóp znacznie dłuższy od pazurków.
Dorosłe spotykane od maja do czerwca. Szybko biegają, latając tylko na krótkie odległości (5-10 m). Larwy rozwijają się w norkach, które kopią w pobliżu roślinności, w częściowym zacienieniu. Owad ten zasiedla otwarte, niegęste zarośla o białym, piaszczystym podłożu, z lub bez udziału sosny. Występuje także na drogach gruntowych.
Trzyszcz ten jest endemitem południowo-środkowej Florydy w południowo-wschodnich Stanów Zjednoczonych. Zamieszkuje tylko dwa hrabstwa: Highlands oraz Polk. W 2001 znany był tylko z 40 małych stanowisk w obrębie Lake Wales Ridge, nie sięgając jego południowej części.
Większość jego dawnych siedlisk uległo zniszczeniu w wyniku działalności ludzkiej. FNAI nadaje mu rangę G2/S2, czyli taksonu zagrożonego zarówno globalnie jak i stanowo ze względu na rzadkość występowania lub narażenie na wyginięcie. Gatunek jest także kandydatem do objęcia ogólnokrajową ochroną prawną.